# Men at Work
Men at Work – australijski zespół muzyczny założony w 1979 r., grający muzykę rockową z silnymi wpływami reggae. Grupa działała najaktywniej w latach 80. XX wieku.
Zespół jest najbardziej znany ze światowego przeboju Down Under z 1982 r., podejmującej w komicznej formie (tekst, wideoklip) tematykę zagranicznych wojaży Australijczyków. Utwór ten w wielu krajach długo zajmował miejsca w pierwszej dwudziestce list przebojów, w tym także na pierwszym miejscu (np. w Wielkiej Brytanii).
W 1983 r. Men At Work zdobył Nagrodę Grammy dla najlepszego nowego wykonawcy.

## Historia

### Początki grupy
W 1967 r. Colin Hay wyemigrował wraz z rodziną ze Szkocji do Australii. W 1978 r. razem z Ronem Strykertem stworzyli duet, do którego dołączyli wkrótce perkusista Jerry Speiser i klawiszowiec Greg Sneddon. Początkowo tworzyli bezimienną, czteroosobową grupę, która później przekształciła się w Men at Work. W 1979 r. Sneddon opuścił zespół, a jego miejsce zajął saksofonista/flecista i klawiszowiec Greg Ham. Grupę uzupełnił jeszcze basista John Rees.

### Międzynarodowy sukces (1981-1983)
W 1981 r. zespół podpisał kontrakt z wytwórnią Columbia Records. W sierpniu tego samego roku singiel „Who Can It Be Now?” dotarł na 1. miejsce australijskiej listy przebojów. Późniejszy singiel (przerobiona wersja „Down Under”) i ich pierwszy album Business as Usual, także odniosły wielki sukces i stały się numerami jeden w Australii.
Pomimo australijskiego sukcesu i starań amerykańskiego producenta Petera McIana, album dwukrotnie był odrzucany przez macierzystą firmę Columbii w Stanach Zjednoczonych. Jednak dzięki uporowi zarządu zespołu, album w końcu po sześciu miesiącach od australijskiej premiery pojawił się w USA i Wielkiej Brytanii.
W październiku 1982 r. singiel „Who Can It Be Now?” stał się numerem jeden w USA, a w listopadzie album Business as Usual przez piętnaście tygodni zajmował pierwsze miejsce na liście najlepszych albumów i sprzedał się w 15 milionach egzemplarzy na świecie. W samych Stanach Zjednoczonych sprzedaż osiągnęła poziom 6 milionów płyt. Grupa zrealizowała teledyski do piosenek z tej płyty: Down Under, Who Can It Be Now? oraz Be Good Johnny dla MTV. Gdy „Who Can It Be Now?” nadal był w dziesiątce najlepszych utworów, wydany został drugi singiel grupy „Down Under”. W ciągu dziesięciu tygodni z miejsca 79 zawędrował na pierwsze. W styczniu 1983 r. album i singiel grupy znajdował się wśród najlepszych zarówno w Stanach, jak i Wielkiej Brytanii, a tego nie osiągnął wcześniej żaden australijski zespół. Trzeci singiel „Be Good Johnny” również odniósł sukces, ale został przyjęty z umiarkowanym entuzjazmem, szczególnie w USA.
W 1983 r. zespół wydał swój drugi album pt. Cargo. Choć był on gotowy już w lecie 1982 r., to fenomenalny sukces ich debiutu spowodował, że wstrzymano się z jego wydaniem. Nowa płyta szybko stała się numerem jeden w Australii i choć w Stanach była już mniej popularna, to osiągnęła jednak sprzedaż w wysokości 3 milionów egzemplarzy. W tym samym czasie Business as Usual wciąż zajmował wysokie pozycje na światowych listach przebojów. Trzy utwory z albumu Cargo ukazały się na singlach: „Overkill”, „It's a Mistake”, oraz „Dr. Heckyll and Mr. Jive”.

### Rozpad (1984-1986)
W 1984 r. po dwóch latach ciągłego koncertowania zespół zrobił sobie długą przerwę, po której z grupą rozstali się perkusista Jerry Speiser i basista John Rees. Zastąpili ich muzycy sesyjni. Pozostali członkowie (Hay, Ham i Strykert) nagrali trzeci album Two Hearts, który sprzedał się „tylko” w 500 000 egzemplarzu i osiągnął 50. miejsce na liście najlepszych albumów w USA. Chociaż na singlach wydano cztery piosenki promujące płytę: „Everything I Need”, „Man With Two Hearts”, „Maria” i „Hard Luck Story”, to tylko pierwsza z nich znalazła się na amerykańskiej liście przebojów.
Wkrótce zespół opuścił gitarzysta Ron Strykert, a zaraz po nim klawiszowiec i saksofonista Greg Ham. Jedyny pozostały z pierwotnego składu muzyk, Colin Hay, nadal koncertował z muzykami sesyjnymi.
W 1985 r. podczas koncertu Oz for Africa (który był częścią światowego programu Live Aid), grupa wykonała trzy piosenki „Maria”, „Overkill” i niewydaną wcześniej „The Longest Night”.
Na początku 1986 r. zespół ostatecznie się rozpadł, a Colin Hay rozpoczął pracę nad swoim pierwszym solowym albumem, Looking for Jack.

### Reaktywacja
W 1996 r., muzycy z pierwotnego składu: Colin Hay i Greg Ham ponownie podjęli współpracę, by odbyć tournée po Ameryce Południowej z muzykami sesyjnymi. W czasie, gdy święcili największe sukcesy, byli bardzo popularni na tym kontynencie. W 1998 r. ukazał się koncertowy album Brazil, zawierający nagrania z koncertów grupy w tym kraju.
W latach 1998–2000 zespół odbył światową trasę koncertową, podczas której jego skład często się zmieniał.
W 2000 r. razem z Paulem Hoganem (słynnym Krokodylem Dundeem) zagrali swój najbardziej znany utwór "Down Under" podczas ceremonii zamknięcia Olimpiady w Sydney.

## Członkowie pierwotnego składu grupy
- Colin Hay – wokal prowadzący, gitara (1979/1985) - (1996-1998)
- Ron Strykert – gitara, wokal (1979/1985)
- John Rees – gitara basowa, wokal (1979/1984)
- Greg Ham – saksofon, flet, instrumenty klawiszowe, harmonijka ustna, wokal (1979/1985) - (1996-1998)
- Jerry Speiser – perkusja, wokal (1979/1984)

## Dyskografia

### Albumy
- Business as Usual (1982) numer 1 w USA i Australii
- Cargo (1983) numer 3 w USA, numer 1 w Australii
- Two Hearts (1985)
- Contraband: The Best Of Men At Work (1996)
- Brazil (1998)

### Single
| Rok  | Tytuł                      | Miejsce na liście przebojów | Miejsce na liście przebojów          | Miejsce na liście przebojów   | Miejsce na liście przebojów              | Album             |
| Rok  | Tytuł                      | Billboard Hot 100           | Lista "Mainstream Rock Tracks chart" | Lista ARIA Charts (Australia) | Lista UK Singles Chart (Wielka Brytania) | Album             |
| 1982 | "Who Can It Be Now?"       | #1                          | #46                                  | #2 (1981)                     | #45                                      | Business As Usual |
| 1982 | "Down Under"               | #1                          | #1                                   | #1 (1981)                     | #1                                       | Business As Usual |
| 1983 | "Be Good Johnny"           | -                           | #3                                   | #8 (1982)                     | #78 (1984)                               | Business As Usual |
| 1983 | "Overkill"                 | #3                          | #3                                   | #5                            | #21                                      | Cargo             |
| 1983 | "It's A Mistake"           | #6                          | #27                                  | #34                           | #33                                      | Cargo             |
| 1983 | "Dr. Heckyll And Mr. Jive" | #28                         | #12                                  | #6 (1982)                     | #31                                      | Cargo             |
| 1985 | "Everything I Need"        | #47                         | #28                                  | #37                           | -                                        | Two Hearts        |